# Johnny English Reborn
Johnny English Reborn (titulada: Johnny English Returns en España y Johnny English Recargado en Hispanoamérica) es una película cómica británica dirigida por Oliver Parker y de 2011 protagonizada por Rowan Atkinson, Gillian Anderson, Rik Mayall, Dominic West, Rosamund Pike y Daniel Kaluuya. La película, secuela de Johnny English de 2003, está producida por el propio protagonista, Will Davies, Tim Bevan, Eric Fellner y Chris Clark.

## Sinopsis

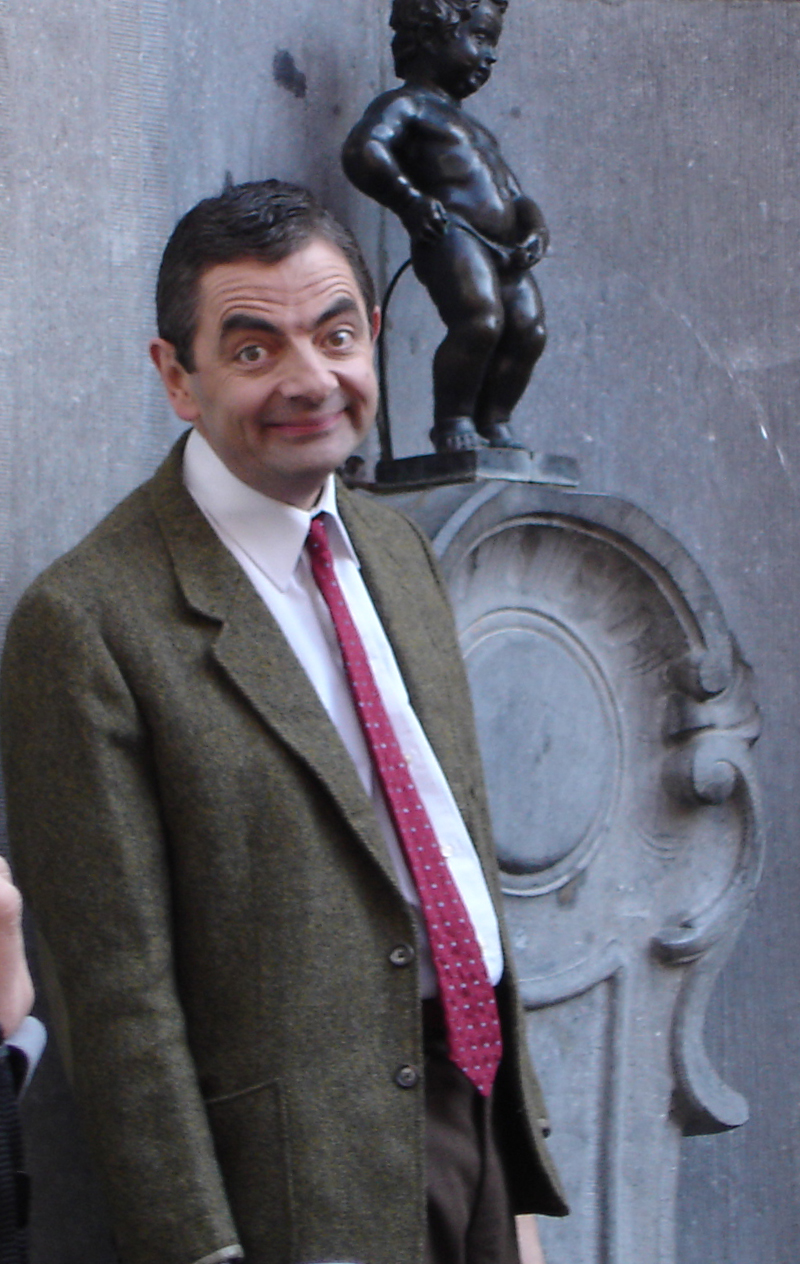
Rowan Atkinson, protagonista de la película.

Ocho años después de los eventos de la primera película, Johnny English (Rowan Atkinson) está aprendiendo artes marciales en el Tíbet como autocastigo por una misión fallida en Mozambique cinco años atrás, y que le había costado su título de sir. Entonces, es contactado por el MI7, que le solicita que vuelva al servicio.
Johnny vuelve a la sede del MI7 en Londres (ahora Inteligencia Británica Toshiba, con el lema "Espiamos para usted") y su nueva jefa, Pegasus (Gillian Anderson), le asigna una misión para detener un complot para asesinar al primer ministro chino durante una cumbre con el primer ministro británico. Johnny se reencuentra con un antiguo compañero, Simon Ambrose (Dominic West), el inventor del MI7, Patch Quartermain (Tim McInnerny), y se le asigna un asistente júnior, Colin Tucker (Daniel Kaluuya).
En Hong Kong, English descubre una dirección donde residen un exagente de la CIA, Titus Fisher (Richard Schiff). Fisher revela que es miembro de un grupo de asesinos llamado Vortex, que además fueron quienes sabotearon la misión de English en Mozambique. Vortex posee un arma secreta, que requiere tres llaves para desbloquearla, y Fisher revela que él posee una. Fisher es asesinado por una asesina (Pik-Sen Lim) disfrazada de señora de la limpieza, y otro agente de Vortex se lleva la llave. Aunque English y Tucker persiguen al hombre, Vortex logra robar la llave. English es humillado por el fracaso y, al toparse con la asesina, intenta atraparla, pero la confunde con la madre de Pegasus.
Kate Sumner (Rosamund Pike), psicóloga del MI7, ayuda a English a rememorar los eventos de la misión de Mozambique quién estando subconscientemente en la toma de poder del nuevo presidente de Mozambique, recuerda que todo iba a la perfección hasta abandonó su puesto como jefe de seguridad porque una agente conocida como Madeleine lo distrajo para informar que el suministro eléctrico fue cortado cuando fue apagado después de que English lo reactivara para meterse en el jacuzzi junto a Madeleine mientras tanto, repentinamente el guardaespaldas del Presidente Chambal le dispara por la espalda para ser derribado por los demás miembros de seguridad sin que English supiera que sucedía pero regresándolo en el sueño cuando acompañaba a Madeleine a revisar la caja de circuito eléctrico logra distinguir a 3 siluetas que resultan ser los 3 miembros de Vortex, Fisher era uno de ellos así logrando descubrir la identidad del segundo hombre de Vortex, Artem Karlenko (Mark Ivanir).
Artem Karlenko, un espía ruso reclutado por el M17 en Moscú que fue retirado del servicio cuando su gusto por matar amenazó su identidad secreta ahora se hacía pasar como un millonario miembro del club de Golf Oakwood, Serguei Pudovkin. Habrá un juego de práctica donde English, ahora bajo el nombre de Peter Adams será el rival de Karlenko. En el juego, English comienza a hablar sobre el difunto, Titus Fisher como fue una sirvienta quién lo mató de un tiro en la espalda para solo quitarle una simple llave, Karlenko le ordena a su guardaespaldas en ruso asesinar a English pero la espía china que los siguió durante todo el juego intentó atentar contra la vida de English, pero mato al guardaespaldas por error pero logró dar un tiro a Karlenko en el estómago antes de presuntamente irse. Tucker y English tomaron el helicóptero del Club de Golf para llevar a Karlenko al hospital pero no logran ir muy lejos ya que la asesina china dispara con su ametralladora disfrazada de bolso de golf, vuelan bajo con dirección a Dingham donde creen hay un hospital pero al ver a Karlenko cada vez más grave, Tucker comienza a cantar: "Dont Give Up On This" de David Soul, En cuanto llegan al hospital antes de morir, Karlenko entrega la segunda llave de Vortex y revela que Vortex tiene infiltrados en todas las principales agencias de espionaje como la K.G.B , la C.I.A y hasta en el MI7 dando a entender que el último hombre es un  traidor en el MI7.
En una reunión en el MI7, se revela que la cumbre entre los primeros ministros británico y chino se celebrará en una forzaleza de gobierno cedida por Suiza llamada Le Bastion ubicada en los Alpes que según Patch Quartermain, es toda una obra de ingeniería en las alturas y completamente inexpugnable. Cuando preguntan a English sobre Vortex, el responde son 3 hombres: Fisher era uno y Kalenko otro, este último fue asesinado por orden del tercero pero Pegasus presiona a English para descubrir la identidad del tercer hombre y accede a darle 24 horas para resolver el caso. En la cena, English informa a Ambrose que sabe que hay un topo en el MI7. Ambrose se prepara para matar a English, pero Johnny en realidad solo le pregunta si sabe quién puede ser. Tucker se enfrenta a Ambrose en los baños, y le acusa de ser el traidor, ya que Ambrose conoció a Karlenko cuando Ambrose lo negó así también había estado en Mozambique, pero English le ordena irse pensando que Tucker había enloquecido. Ambrose convence a Johnny de que Quartermain es el traidor y inventa que es parte de un servicio secreto secreto llamado "Armitage" quienes solo responden ante el primer ministro. English entrega la llave de Karlenko a Ambrose antes de ir a por Quartermain. Ambrose, con la llave en su poder se reúne con Madeleine y Slater, un secuaz de Vortex quien con las 3 partes por fin logra armar la llave, Ambrose llama a Pegasus y le dice que el tercer hombre de Vortex es Johnny English.
English se enfrenta a Quartermain en una iglesia cercana, pero Pegasus le había preparado una emboscada quien uno de los agentes del MI7 hiere a English en la pierna por lo que roba la silla motorizada a Quartermain que la utiliza para escapar de las fuerzas del MI7. English se refugia en casa de Kate. La convence de que no es el traidor. Kate sigue investigando el caso de Mozambique, y encuentra algo que no encaja sobre el asesino, ya que segundos después de haber disparado a traición al presidente, el homicida se desploma para morir por insuficiencia cardíaca según la autopsia, analizando las grabaciones de las cámaras de seguridad, exactamente 15 minutos previos al asesinato sin razón aparente el asesino se vuelve frenético por unos segundos hasta que se queda completamente quieto y en el momento del crimen, antes de apretar el gatillo alguien le da instrucciones a través de su auricular, Kate dice que parece no tener idea de lo que estaba haciendo por lo que descifran que el arma secreta de Vortex es una droga que logra dominar la mente a voluntad llamada, Timoximina de Barbebutenol pero la C.I.A ordenó destruir esa droga, el agente encargado de esa misión era el primer hombre de Vortex, Titus Fisher. Ambrose, el último hombre de Vortex, planea usar la droga para matar al primer ministro chino usando como títere a alguien quien parezca que actúa por su cuenta por el precio de 500 millones de dólares ofrecidos por una unión de países del Sudeste Asiático, que tenían restricciones de China para desarrollar armas nucleares. Luego va a casa de Kate, para llevarla a la cumbre. Desde la ventana, Johnny ve a Ambrose, y se da cuenta de que él fue el tercer hombre que vio en Mozambique. Ambrose le hace un gesto de despedida, y Johnny escapa una vez más de la asesina china.
English va al departamento de la madre de Tucker, diciéndole que tenían razón sobre Ambrose pero Tucker le reprocha que English cree saber todo y gracias a él, lo suspendieron del servicio pero English le convence diciendo que su país lo necesita por lo que tras recuperar el Rolls Royce Phantom, están de camino a Suiza. Cuando llegan a Le Bastion, logran burlar a los guardias y pasar las primeras pruebas de seguridad, alertan a los guardias tras confundir un escalador con una baliza de auxilio pero al ver una oportunidad, English pide a Tucker que lo ataque para llevarlo hasta la cima como prisionero pero después de unos golpes, Tucker dispara a la nieve para hacer creer que asesino a English. Ambrose envenena una bebida con la droga para que Pegasus la tomara así tener control sobre ella, Johnny irrumpe en la habitación para evitar que Pegasus tome la droga diciendo que el verdadero traidor es Ambrose, pero se bebe el vaso que la contenía mientras cuestionaba a Ambrose como pensaba aplicar la droga a Pegasus: por inyección, por una especie de gas o poniéndola en su vaso, dándose cuenta de su error suelta la bebida pero es demasiado tarde.
Ambrose decide usarle a él para que ejecute el plan, Pegasus al darse cuenta de que Ambrose es de Vortex pero este le ordena a English que la noquee. Mientras Tucker buscaba a English por todos lados, Madeleine lo lleva a un cuarto para eliminarlo pero Tucker apaga las luces para que tome su arma y pueda arrestar a Madeleine, La Cumbre comienza ahora con Johnny sustituyendo a Pegasus para sorpresa de todos, en un punto dado Ambrose ordena a English que vaya a la mesa de refrigerios para sacar el arma que es una pistola disfrazada de lápiz labial que originalmente fue diseñada para Pegasus pero ya era tarde, hasta que al final ordena que mate al ministro chino, Kate se da cuenta de que repitieron lo que pasó en Mozambique ahora siendo Johnny al que manipulan. Sin embargo, Johnny logra resistirse a los efectos de la timoximina recordando su entrenamiento en el Tíbet "La Mente debe dominar al Cuerpo", enfrentándose consigo mismo antes de caer. Ambrose, que sin quererlo había revelado que era el traidor, que segundos antes que el efecto acabe, English dirige el disparo a Ambrose en vez del ministro chino pero el disparo falla, dejando a Johnny caer súbitamente, Ambrose noquea a Slater para salvar su propio cuello. El equipo médico intenta salvar a Johnny pero su pulso es cada vez más bajo hasta que al final llega a cero, Kate besa el cuerpo sin vida de English, recordando las palabras de su mentor en el Tíbet: "Abre tu corazón, English. Entonces renacerás" que logra volver en sí.
Logran detener a Slater pero English corre para atrapar a Ambrose, usando un paracaídas y una moto de nieve hasta llegar a la cabina de teleférico donde se encuentra Ambrose. Ambos se enfrentan donde a Johnny se atora con los asientos dejando expuestos sus partes bajas a los que Ambrose intenta patear pero English no recibe daño alguno igual por su entrenamiento en el Tíbet de "Endurecer los Puntos Blandos", English logra someter a Ambrose, pero en el último momento, cae sobre la nieve. Ambrose le intenta disparar. English saca lo que cree que es el paraguas con escudo blindado, pero desde la cima, Tucker espera que English note que no es un escudo antibalas sino el misil dirigido que Johnny toca el botón que lanza el proyectil contra la cabina, matando a Ambrose, termina con English dándose cuenta de que Tucker tenía razón diciendo: "Tucker, eres un experto"
Con el caso terminado, Todos los clientes y miembros de Vortex fueron arrestados, China has expresado su gratitud con Inglaterra, el MI7 y con Johnny English y finalmente la reina Isabel II decide renombrar sir a English, pero en realidad se trata de la asesina de Hong Kong, quien lo intenta atacar con la espada ceremonial de la corona. Esta escapa y Johnny la persigue, atacándola. Sin embargo, los agentes logran atrapan a la verdadera asesina, y English se da cuenta de que en realidad está atacando a la verdadera reina.
En la escena poscréditos, basada en la escena del barbero de El gran dictador, English prepara la cena para Kate al ritmo de En la gruta del rey de la montaña. En la escena, parodia el vídeo de la chica Loutima haciendo girar unos puerros.
Esa escena recuerda un poco a los cortometrajes cómicos del personaje Mr. Bean, también interpretado por Atkinson.

## Reparto
| Actor                  | Personaje                       |
| ---------------------- | ------------------------------- |
| Rowan Atkinson         | Johnny English                  |
| Gillian Anderson       | Pamela Thornton (Pegasus)       |
| Dominic West           | Simon Ambrose                   |
| Rosamund Pike          | Kate Sumner                     |
| Daniel Kaluuya         | Colin Tucker                    |
| Richard Schiff         | Titus Fisher                    |
| Tim McInnerny          | Patch Quartermain               |
| Pik-Sen Lim            | Limpiadora asesina              |
| Stephen Campbell Moore | Primer ministro Británico       |
| Burn Gorman            | Slater                          |
| Lobo Chan              | Premier Xiang Ping              |
| Togo Igawa             | Ting Wang                       |
| Mark Ivanir            | Artem Karlenko                  |
| Joséphine de La Baume  | Madeleine                       |
| Williams Belle         | Ling                            |
| Benedict Wong          | Chi Han Ly                      |
| Paul Che               | Hombre chino con gafas 1        |
| Courtney Wu            | Hombre chino con gafas 2        |
| Rupert Vansittart      | Propietario de yate rico        |
| Miles Jupp             | Técnico en laboratorio de Patch |